# Église Sainte-Marie d'Aubiac
L'église Sainte-Marie est une église catholique située dans la commune d'Aubiac, dans le département de Lot-et-Garonne, en France.

## Localisation
L'église se trouve au cœur du bourg d'Aubiac.

## Historique
Il existe peu de documents disponibles pour écrire l'histoire de l'église, en particulier sur son origine. Le premier texte où elle apparaît de manière explicité date de 1281. C'est le testament de Pierre de Galard, seigneur du lieu. En 1317, la paroisse de Sainte-Marie d'Aubiac est détachée de l'évêché d'Agen pour être rattachée au nouvel évêché de Condom. Au XVIe siècle, c'est encore un prieuré. En 1741, l'église est unie à l'abbaye de Clairac. En 1802, la paroisse revient dans l'évêché d'Agen.
Comme l'indique Marcel Durliat dans son article, en l'absence de documents, il sera probablement difficile d'écrire l'histoire de cette église. Ce qui a étonné tous les historiens de l'art c'est le plan de son chœur triconque ou tréflé. Pour Georges Tholin, l'église date du commencement du XIe siècle et, par son plan, elle peut s'apparenter à des édifices plus anciens, en la rapprochant de chapelles carolingiennes de Saint-Saturnin et de Querqueville en Normandie, ou encore de Germigny-des-Près. Georges Tholin notait qu'à la base de l'abside septentrionale il y avait une surface construite en petit appareil, qui était un mode de construction très utilisé à l'époque carolingienne. Pour lui l'église a été reconstruite à l'époque romane sur une base d'église carolingienne. Pour Marcel Durliat, l'architecte de l'église romane avait utilisé les sustructures d'un triconque antérieur pour construire le chœur de l'église, puis avait modifié le tracé et l'axe de la nef dans les parties qui n'existaient pas. 
On peut cependant remarquer qu'il existe en Dordogne une église ayant un plan qui a été semblable, c'est l'église abbatiale de Saint-Pierre-ès-Liens de Tourtoirac qui possédait un chœur triconque avant que l'abside ne soit détruite en 1909. Cette abbaye a été fondée vers 1025. L'église abbatiale a été construite dans le dernier tiers du XIe siècle ou au début du XIIe siècle. Dans le Lot-et-Garonne on trouve des églises triconques à l'église Saint-Pierre del Pech de Saint-Maurin et à Gueyze, à l'époque romane. En Dordogne, en plus de Tourtoirac, ce plan est utilisé à Montagrier, Neuvic, en Gironde, à Fossés, Saint-Macaire et Saint-Étienne-de-Lisse, ainsi qu'à Saint-Martin-de-Londres dans l'Hérault. Pierre Dubourg-Noves remarque qu'un petit édifice en triconque avait été ajouté à la villa romaine de Bapteste et devait être encore visible au Moyen Âge.
La tour-lanterne construite au-dessus de la cella carrée sur laquelle viennent s'appuyer les trois absides est une réminiscence des grandes créations carolingiennes.
La nef de l'église a été construite au XIIe siècle en deux campagnes.
L'édifice est classé au titre des monuments historiques en 1908.